# Macrolobium spectabile
Macrolobium spectabile är en ärtväxtart som beskrevs av John Macqueen Cowan. Macrolobium spectabile ingår i släktet Macrolobium och familjen ärtväxter. Inga underarter finns listade i Catalogue of Life.